# تيم لوغان
تيم لوغان (بالإنجليزية: Tim Logan)‏ هو مجدف نيوزلندي، ولد في 16 سبتمبر 1953 في ويلينغتون في نيوزيلندا.

## وصلات خارجية
- تيم لوغان على موقع الاتحاد الدولي للتجديف (الإنجليزية)
- تيم لوغان على موقع اللجنة الأولمبية الدولية (الإنجليزية)
- تيم لوغان على موقع أوليمبيديا (الإنجليزية)